# Модель Воттса — Строгаца
Модель Воттса-Строгаца — це модель генерації випадкових графів, яка створює графи з властивостями тісного світу, зокрема з короткою середньою довжиною шляху та високою кластеризацією. Модель була запропонована Данканом Дж. Воттсом та Стівеном Строгацом у їх спільній статті в журналі Nature 1998 року. Модель також відома як (Watts) бета модель після того, як Воттс використовував {\displaystyle \beta } для опису моделі в своїй популярній науковій книзі Six Degrees.

## Обґрунтування для моделі
Формальне вивчення випадкових графів датується роботою Пала Ердеша та Альфреда Реньї. Графи, які вони розглядали, тепер відомі як класичні графи або модель Ердеша — Реньї, пропонують просту та потужну модель з багатьма додатками.
Проте модель Ердеша — Реньї не має двох важливих властивостей, що спостерігаються в багатьох реальних мережах:
1. Вони не генерують місцеві кластери та тріадичні замикання[en]. Натомість, оскільки вони мають постійну, випадкову та незалежну ймовірність підключення двох вузлів, модель Ердеша — Реньї має низький коефіцієнт кластеризації.
2. Вони не враховують утворення вузлів. Формально ступінь вершини розподілу графа Ердеша-Реньї сходиться до розподілу Пуассона, а не до закону потужності, що спостерігається в багатьох реальних безмасштабних мережах.[3]

Модель Ердеша — Реньї була спроектована як найпростіша модель, яка стосується першого з двох обмежень. Це припускає кластеризацію, зберігаючи короткі довжини шляху моделі Ердеша-Реньї. Це відбувається шляхом інтерполяції між ЕР-графіком і регулярною кільцевою решіткою. Отже, модель здатна принаймні частково пояснити «малі світові» явища в різних мережах, таких як енергетична мережа, нейронна мережа C elegans та мережа кіноакторів. У 2015 році дослідники з Каліфорнійського технологічного інституту та Принстонського університету показали, що модель Воттса-Строгаца пояснює зв'язок жирового обміну в дріжджах, що починають жити.

## Алгоритм

Watts–Strogatz graph

Враховуючи бажану кількість вузлів {\displaystyle N}, означає ступінь {\displaystyle K} (вважається рівним цілим числом) і спеціальний параметр {\displaystyle \beta }, що задовольняє ({\displaystyle 0\leq \beta \leq 1} i {\displaystyle N\gg K\gg \ln N\gg 1}. Модель конструює неорієнтований граф з {\displaystyle N}-вузлами та {\displaystyle {\frac {NK}{2}}} зв'язками за таким чином:
1. Побудуйте правильну кільцеву решітку, графік з {\displaystyle N} вузлами, кожен з яких з'єднаний з {\displaystyle K} сусідніми, {\displaystyle K/2} з кожного боку. Тобто, якщо вузли позначені {\displaystyle n_{0}\ldots n_{N-1}}, є ребро {\displaystyle (n_{i},n_{j})} якщо і тільки якщо {\displaystyle 0<|i-j|\mod \left(N-1-{\frac {K}{2}}\right)\leq {\frac {K}{2}}.}
2. Для кожного вузла {\displaystyle n_{i}=n_{0},\dots ,n_{N-1}}, {\displaystyle (n_{i},n_{j})} з {\displaystyle i<j}, перемотати його з ймовірністю {\displaystyle \beta } бета-версія. Перемотування здійснюється шляхом заміни {\displaystyle (n_{i},n_{j})} з {\displaystyle (n_{i},n_{k})}, де {\displaystyle k} вибирається з рівномірною ймовірністю з усіх можливих значень, які уникають самоплетіння ({\displaystyle k\neq i}) та дублювання посилань (немає краю {\displaystyle (n_{i},n_{k'})} з {\displaystyle k'=k} в цій точці алгоритму).

## Властивості
Основна решітка структури моделі створює локально кластеризовану мережу, а випадкові зв'язки різко зменшують середню довжину шляху. Алгоритм представляє {\displaystyle \beta {\frac {NK}{2}}} решітчастих країв. Різні {\displaystyle \beta } дозволяє інтерполювати між регулярною ґраткою ({\displaystyle \beta =0}) і випадковим графіком ({\displaystyle \beta =1}) наближаючись до випадкового графа Ердеша-Реньї {\displaystyle G(n,p)} з {\displaystyle n=N} і {\displaystyle p={\frac {NK}{2{N \choose 2}}}}.
Три цікаві властивості — це середня довжина шляху, високий коефіцієнт кластеризації та розподіл ступеня.

## Середня довжина шляху
Для кільцевої решітки середня довжина шляху становить {\displaystyle \ell (0)=N/2K\gg 1} і масштабується лінійно з розміром системи. У граничному випадку {\displaystyle \beta \rightarrow 1} граф сходиться до класичного випадкового графа з {\displaystyle \ell (1)={\frac {\ln N}{\ln K}}}. Проте в проміжній області {\displaystyle 0<\beta <1} середня довжина шляху падає дуже швидко з збільшенням {\displaystyle \beta }, швидко наближаючись до його граничного значення.

## Коефіцієнт кластеризації
Для кільцевої решітки коефіцієнт кластеризації {\displaystyle C(0)={\frac {3(K-2)}{4(K-1)}}}, і тому має тенденцію до {\displaystyle 3/4}, оскільки {\displaystyle K} зростає незалежно від розміру системи. У граничному випадку {\displaystyle \beta \rightarrow 1} коефіцієнт кластеризації досягає значення для класичних випадкових графів {\displaystyle C(1)=K/N} і, таким чином, обернено пропорційний розміру системи. У проміжному регіоні коефіцієнт кластеризації залишається досить близьким до його значення для звичайної решітки і лише падає при відносно високому (\ displaystyle \ beta) \ beta. Це призводить до регіону, де середня довжина шляху швидко падає, але коефіцієнт кластеризації не пояснюється явищем «малого світу».
Якщо ми використовуємо міру Barrat і Weigt для кластеризації {\displaystyle C'(\beta )}, визначеної як частка між середньою кількістю ребер між сусідами вузла та середньою кількістю можливі краї між цими сусідами або, альтернативно,
{\displaystyle C'(\beta )\equiv {\frac {3\times {\text{number of triangles}}}{\text{number of connected triples}}}}
то ми отримаємо {\displaystyle C'(\beta )\sim C(0)(1-\beta )^{3}.}

## Розподіл ступеня
Розподіл ступенів у випадку кільцевої решітки є просто дельта-функцією Дірака, центрованою в {\displaystyle K}. У граничному випадку {\displaystyle \beta \rightarrow 1} це розподіл Пуассона, як з класичними графіками. Розподіл ступенів для {\displaystyle 0<\beta <1} можна записати як,
{\displaystyle P(k)=\sum _{n=0}^{f(k,K)}C_{K/2}^{n}(1-\beta )^{n}\beta ^{K/2-n}{\frac {(\beta K/2)^{k-K/2-n}}{(k-K/2-n)!}}e^{-\beta K/2}}
де {\displaystyle k_{i}} — це кількість ребер, які мають вузол {\displaystyle i^{\text{th}}} або її ступінь. Тут {\displaystyle k\geq K/2} та {\displaystyle f(k,K)=\min(k-K/2,K/2)}. Форма розподілу ступенів аналогічна розподілу ступеня і має яскраво виражений пік при {\displaystyle k=K} і розпадається експоненціально для великих {\displaystyle |k-K|}. Топологія мережі є відносно однорідною, і всі вузли більш-менш однакові.

## Обмеження
Основним обмеженням моделі є те, що він виробляє нереальний ступінь вершини. На відміну від цього, реальні мережі часто безмаштабні мережі, неоднорідні в ступені, мають концентратори та безмаштабний розподіл ступенів. Такі мережі краще описуються в цьому відношенні переважним сімейством моделей приєднання, такими як модель Барабаші-Альберта (БА). (З іншого боку, модель Барабаші-Альберт не здатна забезпечити високий рівень кластеризації в реальних мережах, це недолік, який не використовується моделями Воттса-Строгаца. Таким чином, ні модель Воттса-Строгаца, ні модель Барабаші-Альберт не можна вважати цілком реалістичними.)
Модель Воттса-Строгаца також передбачає фіксовану кількість вузлів і, таким чином, не може бути використана для моделювання зростання мережі.